# Carnaval de Oruro
O Carnaval de Oruro é o expoente dos carnavais da Bolívia. Ao longo do carnaval participam mais de 48 conjuntos folclóricos que são distribuídos por 18 especialidades de danças que reúnem as diversas partes da Bolívia e que realizam uma peregrinação ao Santuário de Socavón no sábado de carnaval, na tradicional “Entrada”. Esta celebração, pela grande popularidade que alcançou nos últimos anos e devido à grande manifestação cultural e atração turística, passou a constituir-se como um dos carnavais mais importantes da América Latina, conjuntamente com o do Rio de Janeiro, no Brasil.

## História
Celebrado em Oruro, a capital folclórica da Bolívia, o carnaval marca o festival Ito, dos Urus. A cerimônia segue os costumes andinos tradicionais, baseados na invocação de Pacha Mama e do Tio Supay, sincretizados, respectivamente, nas figuras da Virgem Maria e o Demônio. A cerimônia Ito nativa, foi interrompida em meados do século XVII, pelos espanhóis (então comandantes das terras do Alto Peru), o que não impediu os Urus de continuar observando o seu festival, mascarado sob a forma de comemoração cristã.
Eles comemoram em nome da Virgem Maria, que misteriosamente apareceu em uma das minas de prata mais ricas de Oruro. E é por isso que se chama carnaval de Oruro. São mais de 28000 dançarinos vestidos com diversas fantasias, percorrem mais de 4 km até chegarem a uma igreja, o "Sanctuario del Socavon", onde a festa termina.

## Importância cultural
Oruro, situada a uma altitude de 3700 metros nas montanhas do oeste da Bolívia, foi um importante centro de cerimónias pré-colombianas antes de se tornar um importante centro de mineração nos séculos XIX e XX. A cidade foi refundada pelos espanhóis em 1606 e manteve-se um local sagrado para os uros, que vieram de longe para realizar os seus rituais, especialmente a grande festa de Ito. Os espanhóis proibiram estas cerimónias no século XVII, mas estas continuaram sob o disfarce de liturgia cristã: os deuses andinos estavam escondidos atrás de ícones cristãos, tornando-se santos. O festival Ito foi transformado em ritual cristão: na festa da candelária (2 de fevereiro), o tradicional "lama lama" ou "diablada" tornou-se a principal dança de Oruro.
Todos os anos, durante seis dias, o carnaval dá lugar a uma série de artes populares na forma de máscaras, tecidos e bordados. O evento principal é a procissão ("entrada"), durante a qual os dançarinos caminham durante vinte horas, sem interrupção, ao longo dos 4 km da procissão. Mais de 28000 dançarinos e 10000 músicos estão organizados em cerca de 50 grupos participantes no desfile, que manteve as características tomadas da encenação dos mistérios medievais.
O declínio da mineração tradicional e da agricultura tem vindo a ameaçar a população de Oruro, bem como a desertificação das montanhas andinas, causando emigração. A urbanização produziu um fenómeno de aculturação, abrindo uma lacuna crescente entre gerações. Outro perigo é a exploração financeira descontrolada do carnaval.
A UNESCO inscreveu o Carnaval de Oruro em 2008 na Lista Representativa do Património Cultural Imaterial da Humanidade.